# فانوس السماء

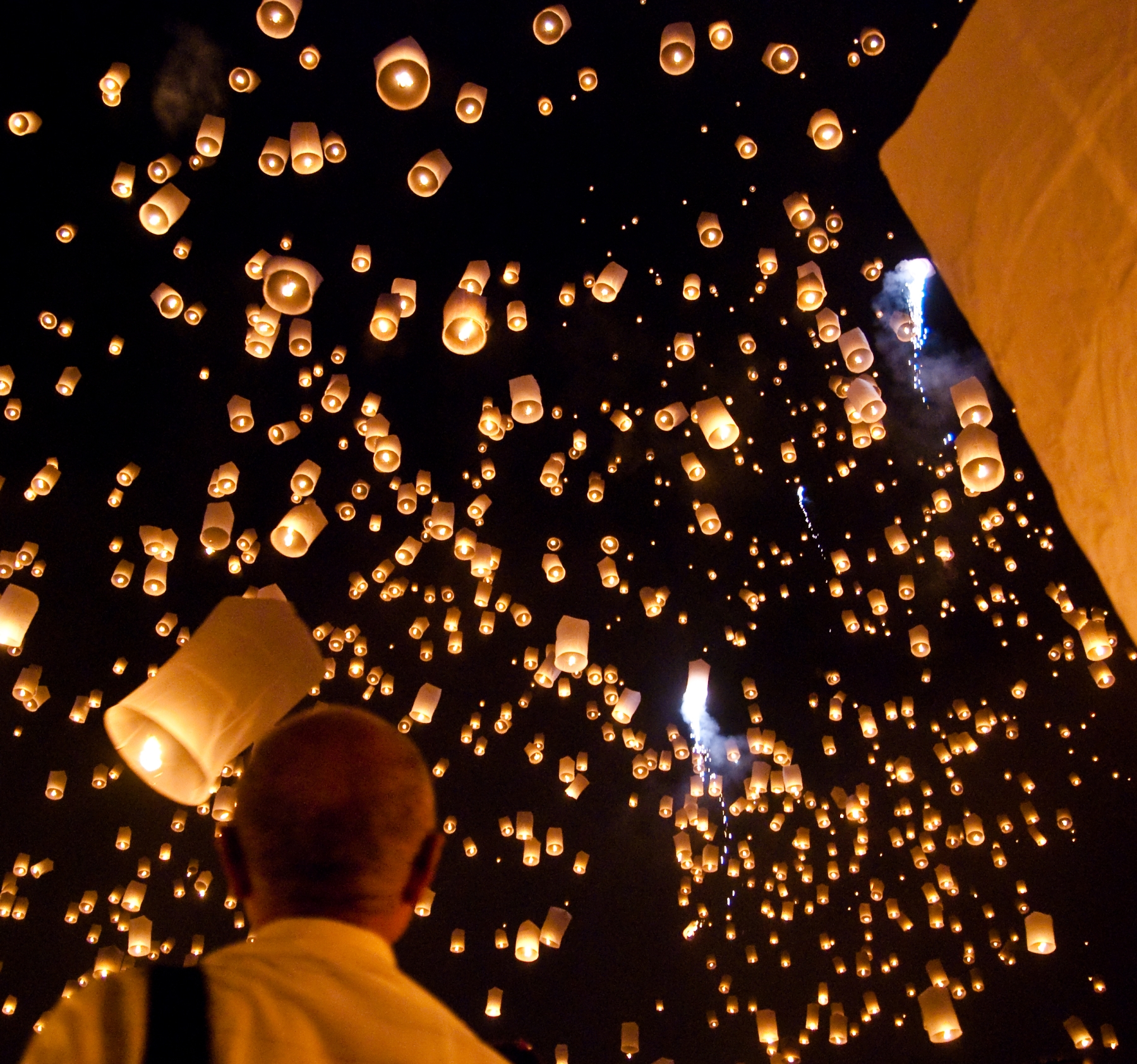

فانوس السماء المعروف أيضا باسم كونغ مينغ فانوس أو الفوانيس الصينية هي فوانيس الورقة المحمولة جوا المعروفة كأحد التقاليد التي وجدت في بعض الثقافات الآسيوية. هي أساساً مُشيّدة من ورق الأرز بالزيت على إطار خيزران، ويحتوي شمعة صغيرة أو خلية وقود مُؤلفة من مواد شمعية قابلة للاشتعال.
عندما تضيء الشعلة، يسخن الهواء داخل الفانوس، وبالتالي تخفض كثافته مما يسبب ارتفاع الفانوس في الهواء. فانوس السماء يبقى معلّق في الهواء طالما بقيت شعلة النار،بعد ذلك يعود الفانوس إلى الأرض.
وقد أثبت أن الفوانيس غير محببة من قبل المزارعين في كثير من البلدان بسبب احتمال التسبب في حرائق المحاصيل ووفاة الماشية.

## للاستزادة
بالون الغاز